# Aston Barrett

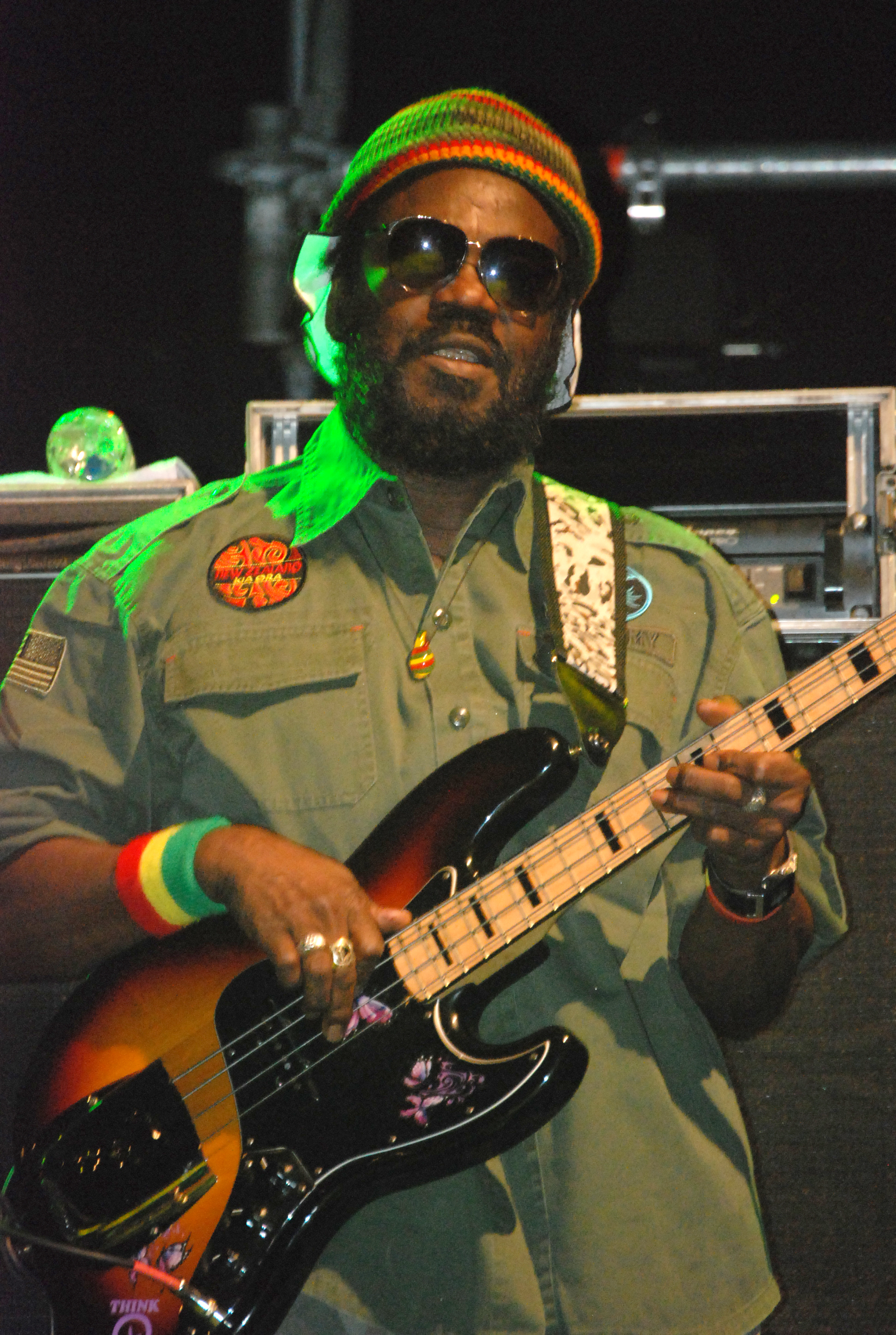
Aston Barrett spelar i Hipódromo de La Plata i Argentina 2010.

Aston Francis Barrett, ofta kallad "Family Man" eller "Fams", född 22 november 1946 i Kingston, Jamaica, död 3 februari 2024 i Miami, Florida, var en jamaicansk basist, låtskrivare, musikproducent och rastafari. 
Han var en av "the Barrett Brothers" (den andra är Carlton "Carlie" Barrett) som spelade med Bob Marley och The Wailers och Lee Perrys The Upsetters. Aston var bandledare för The Wailers och kompositören bakom alla basgångar på Bob Marleys alla hits. Samtidigt var Barrett co-producer på Marleys album och ansvarig för all arrangering. Barrett har influerat många, bland andra Flea från Red Hot Chili Peppers och många andra kända basister. 
Han var en mentor för den kända reggaesession-basisten Robbie Shakespeare från duon Sly & Robbie och anses vara en av de äldsta reggaebasister som fortfarande spelar.
2006 stämde Barrett Island Records, the Wailers skivbolag, på 60 miljoner pund för obetalda royalties för honom och hans numera bortgångne bror.
Stämningen ogillades.
Family Mans smeknamn kom till långt innan han fick egna barn. Han såg sig själv som bandledare/organisatör och började kalla sig för Family Man. Sedan dess blev han far till 41 barn.

## Diskografi
Studioalbum
| Album                                    | Band                     | Släppdatum      | Label            |
| ---------------------------------------- | ------------------------ | --------------- | ---------------- |
| The Wailing Wailers                      | The Wailers              | 1965            | Studio One       |
| Soul Rebels                              | The Wailers              | December 1970   | Upsetter/Trojan  |
| Soul Revolution                          | The Wailers              | 1971            | Upsetter/Trojan  |
| Soul Revolution Part II                  | The Wailers              | 1971            | Upsetter/Trojan  |
| The Best of the Wailers                  | The Wailers              | Augusti 1971    | Beverley's       |
| Catch a Fire Silver (UK)                 | The Wailers              | 13 april 1973   | Island/Tuff Gong |
| African Herbsman                         | The Wailers              | Juli 1973       | Upsetter/Trojan  |
| Burnin' Gold (US), Silver (UK)           | The Wailers              | 19 oktober 1973 | Island/Tuff Gong |
| Rasta Revolution                         | Bob Marley & The Wailers | 1974            | Upsetter/Trojan  |
| Natty Dread Gold (UK)                    | Bob Marley & The Wailers | 25 oktober 1974 | Island/Tuff Gong |
| Rastaman Vibration Gold (US), Gold (UK)  | Bob Marley & The Wailers | 30 april 1976   | Island/Tuff Gong |
| Exodus Gold (US) , Gold (CAN), Gold (UK) | Bob Marley & The Wailers | 3 juni 1977     | Island/Tuff Gong |
| Kaya Gold (US), Gold (UK)                | Bob Marley & The Wailers | 23 mars 1978    | Island/Tuff Gong |
| Survival Gold (CAN)                      | Bob Marley & The Wailers | 2 oktober 1979  | Island/Tuff Gong |
| Uprising Gold (US)                       | Bob Marley & The Wailers | 10 juni 1980    | Island/Tuff Gong |
| Confrontation (posthumous) Gold (US)     | Bob Marley & The Wailers | 23 maj 1983     | Island/Tuff Gong |

Livealbum med Bob Marley & The Wailers
| Album                               | Datum            | Label            |
| ----------------------------------- | ---------------- | ---------------- |
| Live! (Gold)                        | 5 december 1975  | Island/Tuff Gong |
| Babylon by Bus                      | 10 november 1978 | Island/Tuff Gong |
| Talkin' Blues (recorded in 1973)    | 4 februari 1991  | Island/Tuff Gong |
| Live at the Roxy (recorded in 1976) | 24 juni 2003     | Island/Tuff Gong |

Samlingsalbum
| Album                                                             | Släppdatum     | Label            |
| ----------------------------------------------------------------- | -------------- | ---------------- |
| Legend (Diamond)                                                  | 8 maj 1984     | Island/Tuff Gong |
| Rebel Music                                                       | 1986           | Island/Tuff Gong |
| Songs of Freedom (7x Platinum)                                    | 6 oktober 1992 | Island/Tuff Gong |
| Natural Mystic: The Legend Lives On (Gold)                        | 1995           | Island/Tuff Gong |
| One Love: The Very Best of Bob Marley & The Wailers               | 2001           | Island/Tuff Gong |
| Bob Marley and The Wailers: Trenchtown Rock (Anthology '69 - '78) | 2002           | Trojan Records   |
| Gold                                                              | 2005           | Island/Tuff Gong |
| Africa Unite: The Singles Collection                              | 2005           | Island/Tuff Gong |

Samlingar från material inspelat i Studio One 1963–1966
| Album                                                           | Släppdatum | Label             |
| --------------------------------------------------------------- | ---------- | ----------------- |
| The Birth of a Legend                                           | 1990       | Epic              |
| One Love at Studio One (double CD)                              | 1991       | Heartbeat Records |
| Simmer Down at Studio One (same as disc one of One Love)        | 1994       | Heartbeat Records |
| Wailing Wailers at Studio One (same as disc two of One Love)    | 1994       | Heartbeat Records |
| The Toughest – collection of Peter Tosh's Studio One recordings | 1996       | Heartbeat Records |
| Destiny: Rare Ska Sides from Studio One                         | 1999       | Heartbeat Records |
| Wailers and Friends                                             | 1999       | Heartbeat Records |
| Climb the Ladder                                                | 2000       | Heartbeat Records |
| Greatest Hits at Studio One                                     | 2003       | Heartbeat Records |
| One Love at Studio One (double CD re-issue)                     | 2006       | Heartbeat Records |
| Another Dance: Rarities from Studio One                         | 2007       | Heartbeat Records |

Samlingar från material inspelat 1966–1971
| Album                              | Släppdatum | Label                            |
| ---------------------------------- | ---------- | -------------------------------- |
| Rock to the Rock                   | 1999       | JAD/Koch International/Universal |
| Feel Alright                       | 2004       | JAD/Universal                    |
| Soul Rebels                        | 2004       | JAD/Universal                    |
| Soul Revolution Part II            | 2004       | JAD/Universal                    |
| Upsetter Revolution Rhythm         | 2004       | JAD/Universal                    |
| Universal Masters Collection       | 2004       | JAD/Universal                    |
| Original Cuts                      | 2004       | JAD/Universal                    |
| 127 King Street                    | 2004       | JAD/Universal                    |
| Ammunition Dub Collection          | 2004       | JAD/Universal                    |
| Wail'N Soul'M Singles Selecta      | 2005       | JAD/Universal                    |
| Grooving Kingston 12 (3-CD boxset) | 2004       | JAD/Universal                    |
| Fy-Ah, Fy-Ah (3-CD boxset)         | 2004       | JAD/Universal                    |
| Man To Man (4-CD boxset)           | 2005       | JAD/Universal                    |